# Oenoptila variata
Oenoptila variata är en fjärilsart som beskrevs av Paul Dognin 1924. Oenoptila variata ingår i släktet Oenoptila och familjen mätare. Inga underarter finns listade i Catalogue of Life.